# Цветной бульвар
Цветно́й бульва́р (до середины XIX века Трубный бульвар) — бульвар в Центральном административном округе города Москвы. Проходит от Трубной площади до Садового кольца (Самотёчная площадь). Нумерация домов ведётся от Трубной площади. Чётная сторона улицы находится в Мещанском районе ЦАО Москвы, нечётная — в Тверском.

## Происхождение названия
Название середины XIX века, дано по существовавшему с 1851 года на этом месте Цветочному рынку.

## История
В 1789—1791 годах русло реки Неглинной, протекавшей по современному Цветному бульвару, было превращено в канал, берега которого укрепили каменной кладкой. Разлив реки в центральной части современного бульвара был превращён в бассейн. В 1819 году река была убрана в подземную трубу, а бассейн уничтожен. К 1830-м годам на месте бывшей речной поймы сформировался бульвар.
Первоначально бульвар назывался Трубным бульваром, однако после строительства в 1851 году в этом месте Цветочного рынка получил своё нынешнее название — Цветной бульвар.
Постепенно бульвар был обстроен каменными домами и приобрёл славу излюбленного места прогулок и увеселений горожан. К концу века из-за многочисленных питейных заведений, открывшихся на бульваре, он приобрёл сомнительную славу места, где собираются представители «городского дна».
В 1880 году на Цветном бульваре был открыт Московский цирк. В 1918 году на бульваре в рамках ленинского плана монументальной пропаганды установили памятник Ф. М. Достоевскому и скульптуру «Мысль» работы С. Д. Меркурова. В 1936 году проводилась реконструкция бульвара, и скульптуры были перенесены оттуда на новые места.
В 1937 году на Цветном бульваре был основан Центральный рынок. В 1947 году территория бульвара была благоустроена, были убраны трамвайные пути. В 1958 открыт панорамный, позднее широкоформатный кинотеатр «Мир». В 1988 году была открыта станция метро «Цветной бульвар». В 2007 году в начале Цветного бульвара на Трубной площади открыта станция «Трубная».

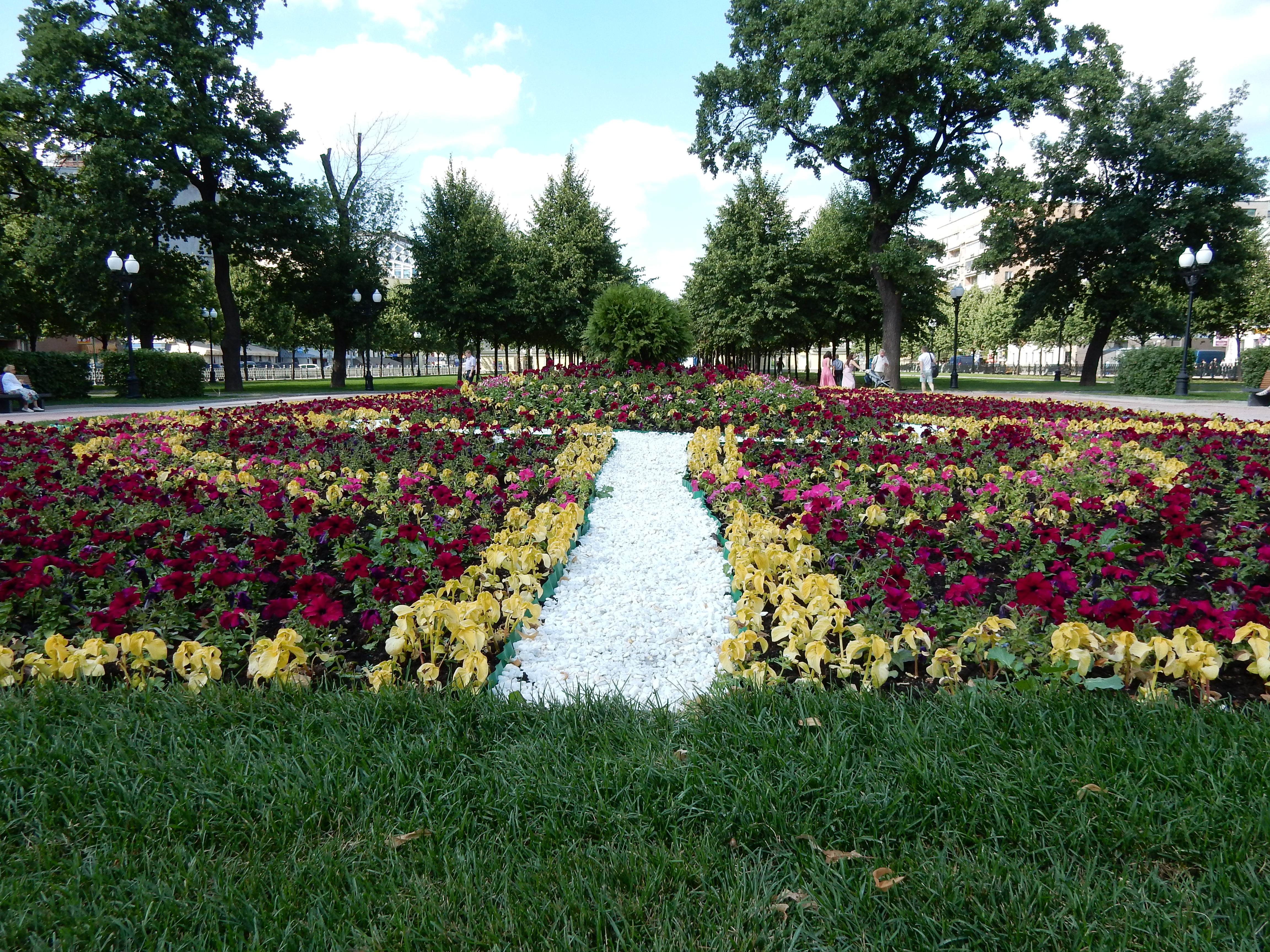
На Цветном бульваре

Несколько утратив популярность на рубеже веков, сегодня Цветной бульвар снова многолюден, во многом из-за популярности бизнес-кварталов, располагающихся по обеим сторонам бульвара. Однако это не мешает бульвару по-прежнему оставаться излюбленным местом отдыха и прогулок для большого количества горожан.
В 2014 году завершились работы по благоустройству Цветного бульвара.
Во время протестов 23 января 2021 года Цветной бульвар стал одним из мест столкновений протестующих и силовиков.
Сквер посреди бульвара относится к числу объектов культурного наследия регионального значения.
В 2023 году проведено благоустройство Цветного бульвара.

## Примечательные здания и сооружения
По нечётной стороне:
- № 1/25 — Доходный дом Э. И. Альбрехт (1899, архитектор В. В. Воейков).
- № 5, стр. 1-2 — Дом Московского общества гимнастов с гимнастическим залом (1887, архитектор Б. В. Фрейденберг). Выявленный объект культурного наследия[5].
- № 9 — Доходный дом (1906, архитектор Н. Д. Струков).
- № 11 — Здание построено в 1881 году для демонстрации различных панорам. По форме представляло собой глухой восьмигранник, который имел в диаметре около 40 метров[6]. Затем здесь был манеж для верховой езды. В 1957 году здание было перестроено в кинотеатр «Мир» (архитекторы В. Бутузов, Н. Стригалёва, Н. Богданов)[7]. Ныне — концертный зал «Мир».
- № 13 — Московский цирк Никулина на Цветном бульваре. Здание цирка построено в 1880 году по проекту А. Е. Вебера. Вплоть до строительства в 1970 году нового цирка на проспекте Вернадского цирк на Цветном был единственным цирком Москвы. В 1989 году была проведена масштабная реконструкция (фактически от исторического здания остался один фасад; В. Красильников, А. Агафонов, Н. Кудряшов, инженер В. Мириманов[7]). В 2000 году перед зданием цирка установлен памятник Юрию Никулину по проекту скульптора А. Рукавишникова — бронзовый кабриолет из фильма Кавказская пленница, из правой двери которого прямо на тротуар выходит артист.
- № 15 — Универмаг «Цветной» (архитектор Ю. Э. Григорян). До него на этом месте стояло здание Центрального рынка, построенное в 1959 году.[8]

По чётной стороне:
- № 2 — Многофункциональный комплекс «Легенда Цветного», в состав которого входит 8-этажное здание бизнес-центра класса A+ и три жилые башни. Проект комплекса, разработанный американским архитектурным бюро NBBJ, отмечен премией «Urban Awards 2010» и вошёл в число топ-30 самых ярких архитектурных проектов, реализованных в Москве за последние 10 лет в рамках выставки «Архитектурная Москва. Комплексный подход» (Международная академия архитектуры). В комплексе размещаются кафе корпоративного питания, рестораны «высокой кухни», салон красоты, фитнес-центр, магазины, есть подземный паркинг[9].
- № 16 — Здание гостиницы (1880, архитектор Я. Т. Махонин).
- № 18 — Административное здание «Абсолют-Банка» (2005, архитекторы В. Юдинцев, М. Бургандинова, Н. Кузнецова)[10].
- № 22 — Двухэтажный особняк, в котором в 1878—1910 годах жил и работал поэт В. Я. Брюсов. Объект культурного наследия регионального значения[5].
- № 22 (во дворе) — Доходный дом (1910, архитектор Б. М. Великовский).
- № 24 — Жилой дом (1857; начало XX в.)[7].
- № 28 — Доходный дом (1874, архитектор П. С. Кампиони).
- № 30 — Типография «Литературной газеты» (1931, архитекторы М. А. Модоров, Н. В. Лукин)[7]. Типичный образец советского конструктивистского стиля. Ныне здание занимает бизнес-центр «Цветной 30», внутри которого также с 2005 по 2022 и с 2023 года находилась студия озвучивания и дубляжа «Невафильм» (московское отделение) и с 2022 года находилась студия озвучивания и дубляжа «Paragraph Media» (московское отделение).
- № 32, корп. 1 — Офисное здание (1996—2008, архитекторы В. Юдинцев, М. Бургандинова, А. Гагиев)[11].
- № 32, стр. 3 — редакция издательства «Литературная Россия».

## Общественный транспорт
- Станции метро «Цветной бульвар» и «Трубная»
- Автобус № м5, м53, 538, н6 (ночной)

## В литературе
- Цветной бульвар упоминается в романе братьев Вайнеров «Эра милосердия» (по нему был снят фильм «Место встречи изменить нельзя»), как место убийства оперативника Васи Векшина.
- Один из очерков книги Владимира Гиляровского «Москва и москвичи» — «Ночь на цветном бульваре».